# Julius Friedländer (Verleger)
Julius Carl Friedländer (* 14. Juni 1820 in Breslau; † 25. Dezember 1889 in Berlin) war ein deutscher Verleger, Buch-, Musikalien- und Instrumentenhändler.

## Leben
Friedländer war ein Sohn des Breslauer Buchhändlers Marcus Friedländer aus dessen Ehe mit Philippine Friedländer geb. Schweitzer. Er kam als junger Mann nach Berlin und gründete dort am 15. Februar 1845 mit M. A. Stern den Musikalienverlag „Stern & Co.“, den er vom 1. Oktober 1852 an allein weiterführte, sowie eine Buch- und Musikalienhandlung. Das Geschäftslokal wurde bald darauf um ein Musikalienleihinstitut und einen Klaviersalon erweitert. Es befand sich zunächst am Werderschen Markt und ab 1859 in der Mohrenstraße 36.
Zu seinen bedeutendsten Kunden gehörte die Pianistin Clara Schumann, die sich in mehreren Briefen sehr positiv über Friedländer äußerte.
1857 gelangte er in den Besitz der bedeutenden Autographensammlung des Wiener Pianisten Joseph Fischhof, die er 1859 der Königlichen Bibliothek verkaufte.
Am 21. April 1860 kaufte er den Leipziger Musikalienverlag C. F. Peters mit Hilfe eines Kredits über 29.000 Taler. 1861 erfand er eine Notenschnelldruckpresse, durch die der Druck um 800 % verbilligt wurde. Er behielt seinen Wohnsitz in Berlin bei und führte den Verlag nun als „C. F. Peters Leipzig und Berlin“ getrennt von seinem Berliner Verlag „Julius Friedländer vorm. Stern & Co.“ in der Mohrenstraße. 1880 trat er den Verlag gegen eine Abfindungssumme von 600.000 Mark an seinen Teilhaber Max Abraham ab.
Von 1862 bis zu seinem Tod wohnte Friedländer im selben Hause wie die Familie Simmel. 1874 übernahm er die Vormundschaft über den späteren Philosophen Georg Simmel und kaufte 1875 Schloss Königsegg, wo Simmel einen Teil seiner Jugend verlebte. 1887 verkaufte Friedländer das Schloss für 77.000 Mark wieder, um die Schulden aus einer Fehlspekulation begleichen zu können. Später vererbte er Simmel den größten Teil seines restlichen Vermögens, das diesem ein unabhängiges Leben als Privatgelehrter ermöglichte.
Friedländer wohnte zuletzt am Schöneberger Ufer Nr. 31, wo er an der Grippe starb. Laut Sterbeurkunde wurde sein Tod von Georg Simmel angezeigt.

## Familie
Julius Friedländer war mit Elisabeth Friedländer geb. Pulvermacher verheiratet († vor 1889); die Ehe blieb kinderlos. Nicht verwandt mit Friedländer waren der Antiquar Julius Friedländer und der Numismatiker Julius Friedländer.